# Isla Soyaltepec (ort)
Isla Soyaltepec är en ort i Mexiko.   Den ligger i kommunen San Miguel Soyaltepec och delstaten Oaxaca, i den sydöstra delen av landet, 300 km öster om huvudstaden Mexico City. Isla Soyaltepec ligger 211 meter över havet och antalet invånare är 8 116.
Terrängen runt Isla Soyaltepec är platt åt sydväst, men åt nordost är den kuperad. Isla Soyaltepec ligger uppe på en höjd. Runt Isla Soyaltepec är det ganska tätbefolkat, med 100 invånare per kvadratkilometer. Isla Soyaltepec är det största samhället i trakten.